# Cheri Honkala
Cheri Lynn Honkala (née en 1963 à Minneapolis) est une avocate et femme politique américaine. Elle est la candidate du Parti vert des États-Unis à la vice-présidence lors de l'élection présidentielle de 2012 aux côtés de Jill Stein. Elles rassemblent 467 011 voix, soit 0,36 % des suffrages.